# Корнелис Корт
Корнелис Корт (хол. Cornelis Cort; Хорн, 1533 — Рим, 17. март 1578) је био холандски гравер и цртач. Последњих 12 година живота провео је у Италији где је био познат као Корнелио Фјаминго. 
У Венецији је живео У Тицијановој кући где је израђивао гравире на основу његових дела. Израђивао је гравире и на основу дела других славних ренесанских уметника. Последње године живота провео је у Риму.